# Bigallet
La distillerie Bigallet est une entreprise familiale implantée à Val-de-Virieu (Isère).
Elle fabrique principalement des sirops et des apéritifs à base de fruit mais aussi des crèmes et des liqueurs régionales de fruits et de plantes ainsi que des bonbons et du nougat.

## Histoire

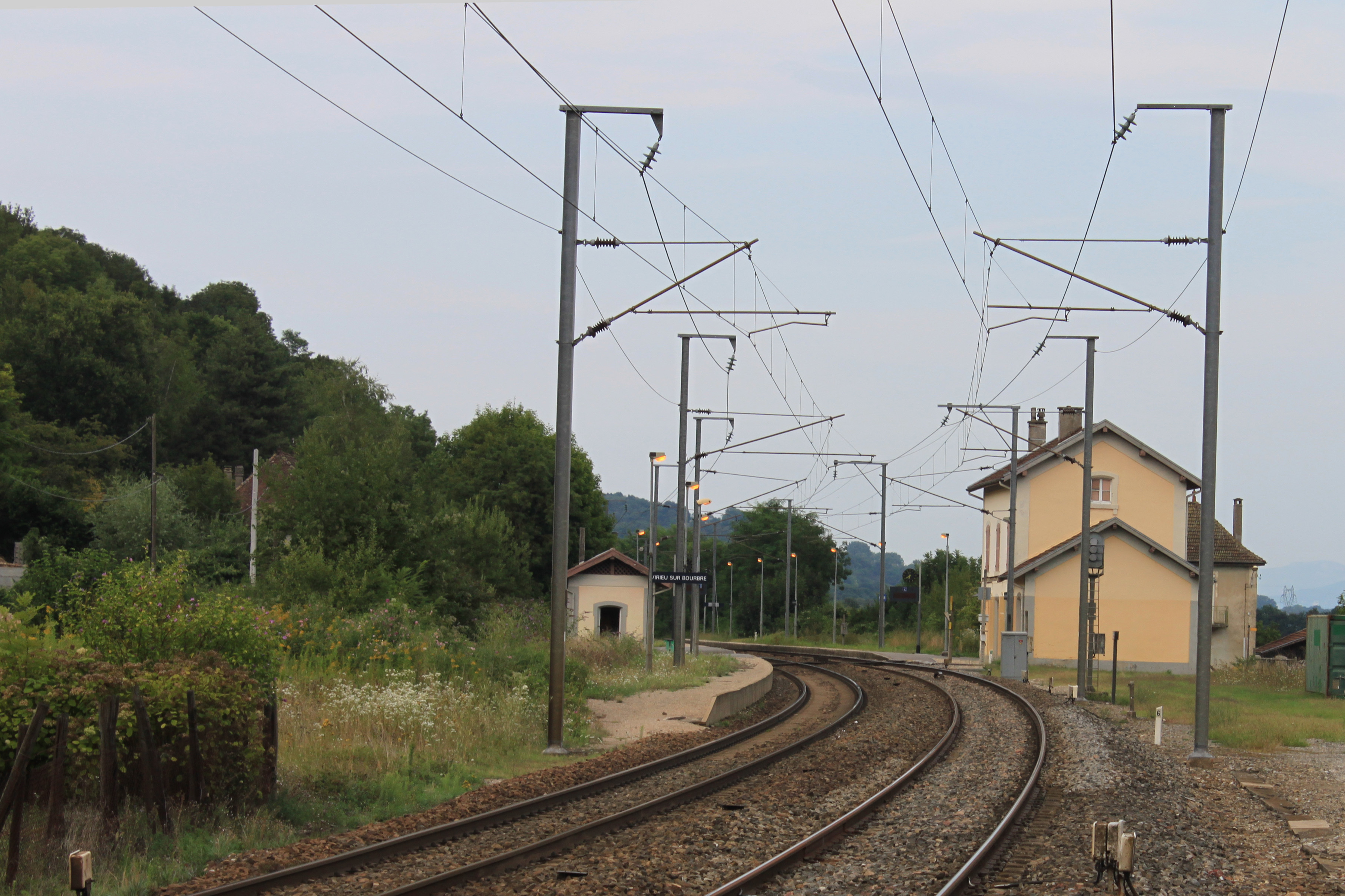
La gare de Virieu-sur-Bourbre.

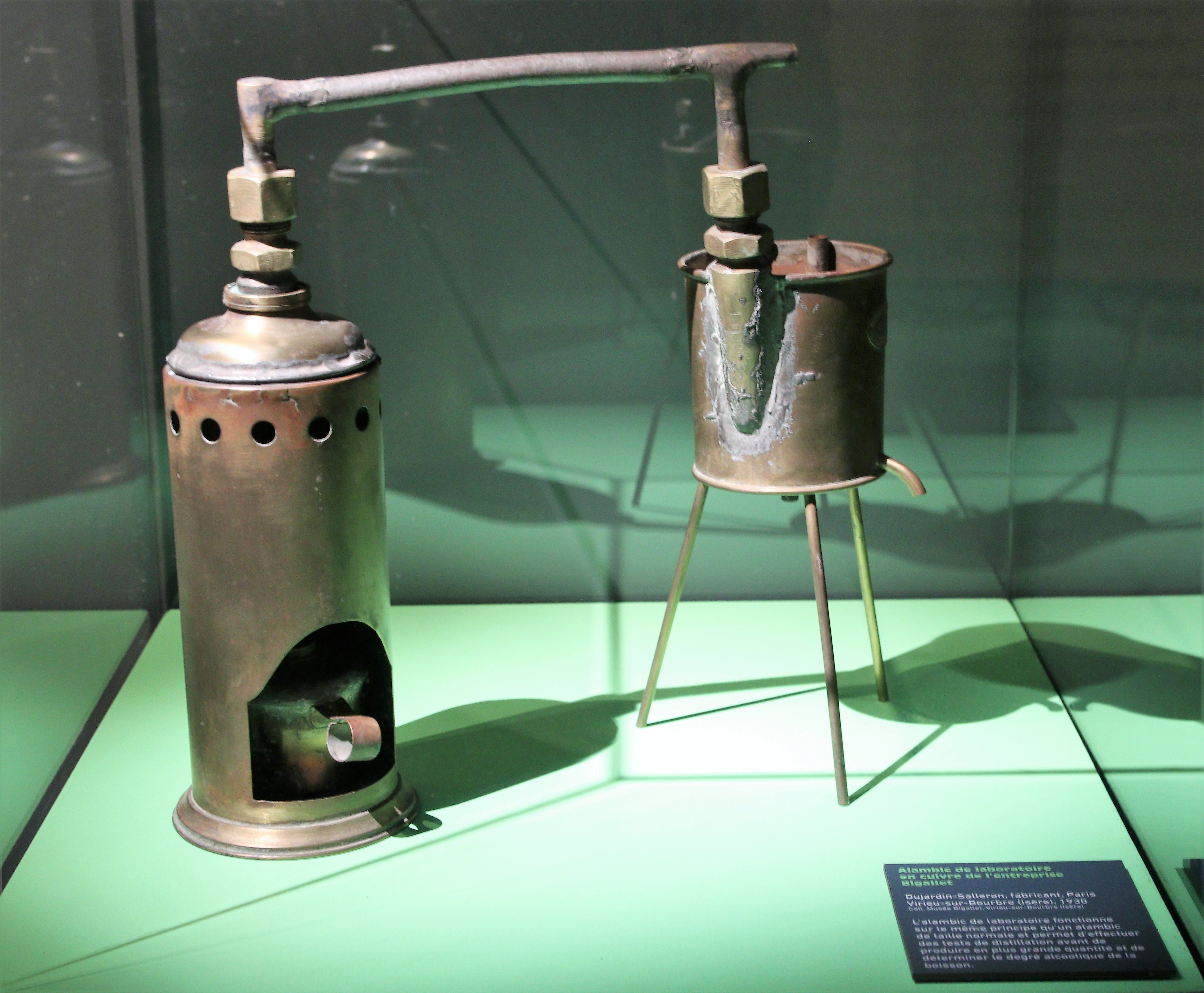
Alambic de laboratoire en cuivre de l'entreprise Bigallet, utilisé en 1930.

En 1872, Félix Bigallet fonde l'entreprise à Lyon, avenue de Saxe, qui fabrique des sirops et liqueurs destinés initialement aux professionnels de la restauration. Les premières boissons fabriquées par Félix Bigallet sont l'absinthe, l'Amer, le Bitter, le China China, le Goudron et la Quiquina. L'entreprise produit alors aussi des sirops de gomme et de grenadine destinés à être mélangés aux apéritifs afin de les adoucir.
En 1885, dans le but de s'agrandir, l'entreprise déménage à Virieu-sur-Bourbre en Isère d'où était originaire la famille Bigallet.
Elle se situe alors à proximité de la gare, permettant l'acheminement des matières premières dont les pains de sucre et le rhum des Antilles, des agrumes de Sicile ou d'Afrique du Nord et du vin du sud de la France, entrant dans la composition des sirops et liqueurs. à la fin du  XIXe siècle l'usine possède des écuries à chevaux et un cocher pour les livraisons.
En 1929, la distillerie Bigallet commercialise sa première boisson sans alcool, une citronnade. C'est un succès commercial, augmentant le chiffre d’affaires de la distillerie de 25 %.
En 1946, l'entreprise se tourne vers son activité principale, la fabrication de sirops dont le "Bigallet" à base de zestes de citrons, incolore. Cette boisson est encore fabriquée aujourd'hui suivant le même procédé.
Lors du concours général agricole Paris 2009, la Liqueur de Genépi au miel de Savoie reçoit la médaille d'argent.
En 2009 L'entreprise réalise un chiffre d'affaires de 4,5 millions d'euros.
En 2010 la PME Giffard fait l'acquisition de Bigallet pour un montant non communiqué.
Aujourd'hui les produits de l'entreprise se trouvent dans plus de 5000 points de vente en France. Pour répondre à la demande actuelle, l'entreprise produit des sirops biologiques et des liqueurs sans colorants.
La vente aux professionnels représente 35% de son chiffre d'affaires.
En 2020 lors de la crise sanitaire du Covid-19, l'entreprise produit du gel hydroalcoolique destiné à l'hôpital de Bourgoin-Jallieu.

## Gamme

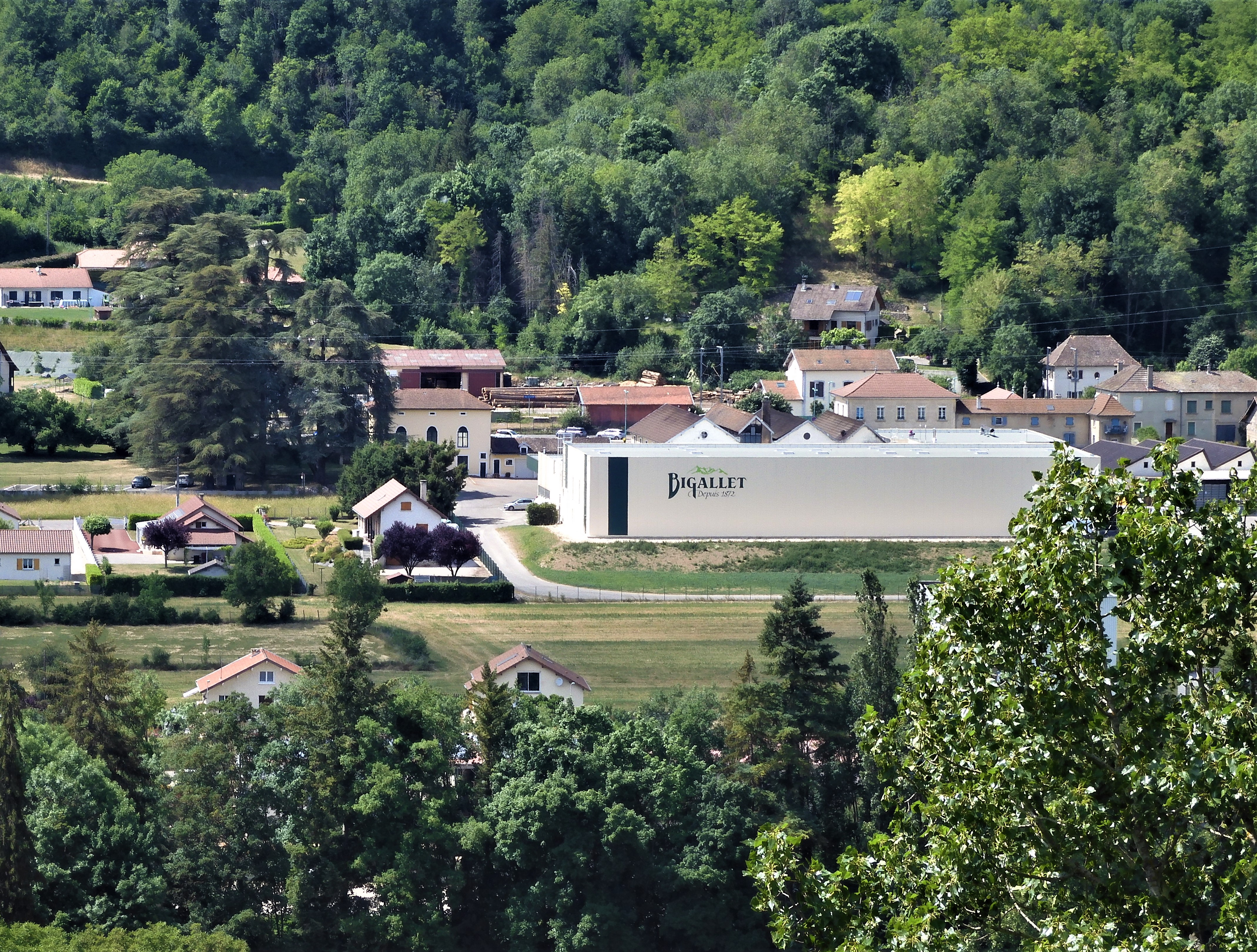
Usine Bigallet à Val-de-Virieu.

### Sirops
- Bigallet propose plus de 45 variétés de sirops, comme le citron, la fraise, l’orange, la menthe et la grenadine. Et d'autres plus originales comme les saveurs barbe à papa, guimauve, le melon aux amandes, la verveine, violette, la menthe glaciale et la châtaigne d’Ardèche.
- Les sirops bio

### Alcools
- Les apéritifs à base de vin et d'une infusion de fruit ou de plante : châtaigne d’Ardèche, framboise, génépi, gentiane
- Les apéritifs à base de jus et de pulpe de fruits
- Les génépis
- Les eaux de vie et les marcs (de Savoie, du Beaujolais)

### Épicerie fine
Bonbons fourrés, café, confitures, nougat artisanal, terrines artisanales...